# Branko Bedekovic (Radsportler)
Branko Bedekovic (* 1953) ist ein ehemaliger jugoslawischer Radrennfahrer und nationaler Meister im Radsport. 

## Sportliche Laufbahn
Bedekovic stammt aus dem kroatischen Teil des Landes. Einen ersten bedeutenden Erfolg hatte er mit dem Sieg im Etappenrennen Istrian Spring Trophy (Jadranska Magistrala) 1975. In der nationalen Meisterschaft im Straßenrennen wurde er hinter Jože Valenčič Zweiter. 1979 siegte er im Eintagesrennen Memorijal Stjepan Grgac.
Zweimal fuhr er die Internationale Friedensfahrt. Er wurde 1975 95. und 1978 56. des Endklassements.
Im Bahnradsport gewann er 1977 die nationale Meisterschaft in der Einerverfolgung.